# Òliba camallarga del Cap
L'òliba camallarga del Cap (Tyto capensis) és una espècia d'ocell rapinyaire nocturn de la família dels titònids (Tytonidae). Originària del centre i sud d'Àfrica, habita praderies de l'Àfrica subsahariana sobretot al sud de l'Equador. El seu estat de conservació es considera de risc mínim.

## Expansió
S'expandeix per diferents zones d'Àfrica com ara Angola, Burundi, Camerún, República del Congo, República Democrática del Congo, Etiopía, Kenia, Lesoto, Malaui, Mozambique, Ruanda, Sud-àfrica, Suazilandia, Tanzania, Uganda, Zambia i Zimbabue.

## Descripció
Té força semblança amb l'òliba comuna, però aquesta és més gran, amb un fort contrast entre la part superior i inferior. La part superior del seu cos és de color marró fosc i la part inferior, en canvi, d’un color més blanquinós.
La forma de la seva cara és més arrodonida respecte a la de l’òliba.